# Mikko Innanen (musicien)
Pour les articles homonymes, voir Innanen.
Mikko Innanen, né en 1978 à Lapinjärvi, est un saxophoniste de jazz et de musique improvisée finlandais.

## Parcours musical
Mikko Innanen fut diplômé en 2003 du département Jazz de l'Académie Sibélius (Sibelius Academy), seule académie universitaire finlandaise ayant un niveau Musique. Innanen passa ensuite une année d'études à  Copenhague (Danemark) au Conservatoire de Musique Rythmique (Rhythmic Music Conservatory).
Pendant ces dernières années, il a joué avec de nombreux groupes, dont plusieurs groupes de musiciens de jazz finlandais comme  Nuijamiehet, Gourmet, Mr Fonebone et Mikko Innanen & Innkvisitio, ainsi que Delirium (avec Danes Kasper Tranberg, Stefan Pasborg et Jonas Westergaard), Triot (avec Pasborg et Nicolai Munch-Hansen), et comme invité du trio français de jazz Triade (Cedric Piromalli, Sebastian Boisseau et Nicolas Larmignat), de l'European Jazz Youth Orchestra, du batteur Rok 7 de Teppo Mäkynen Teddy, de Itchy (Jakob Dinesen, Jeppe Skovbakke, Rune Kielsgaard), de Ulf Krokors - Iro Haarla Loco Motife, d'Ibrahim Electric, d'Espoo Big Band et du UMO Jazz Orchestra.
Il a également joué avec Han Bennink, Jaak Sooäär, John Tchicai, Ingrid Jensen, Anders Bergcrantz, Marc Ducret, Tim Hagans, Chris Speed, Barry Guy, Juhani Aaltonen, Liudas Mockunas, Hiroshi Minami, Lelo Nika, Billy Cobham, Andre Sumelius, Marcus Shelby, Dayna Stephens et d'autres musiciens, avec pratiquement tous les musiciens actuellement actifs sur la scène du jazz finlandais et un nombre croissant d'artistes internationaux. 
Innanen a été récompensé comme artiste de l'année en 2003 par the Finnish State's Arts Council, il a reçu le prix du meilleur soliste de la Compétition Internationale pour groupes de Jazz de Getxo (Espagne) en 2000 et le premier prix de la première compétition de saxophone  Jukka Perko. En 2004, les journalistes de jazz finlandais nomment Innanen comme finaliste en tant que joueur de l'année de saxophone alto, soprano et baryton en 2003 et 2004.

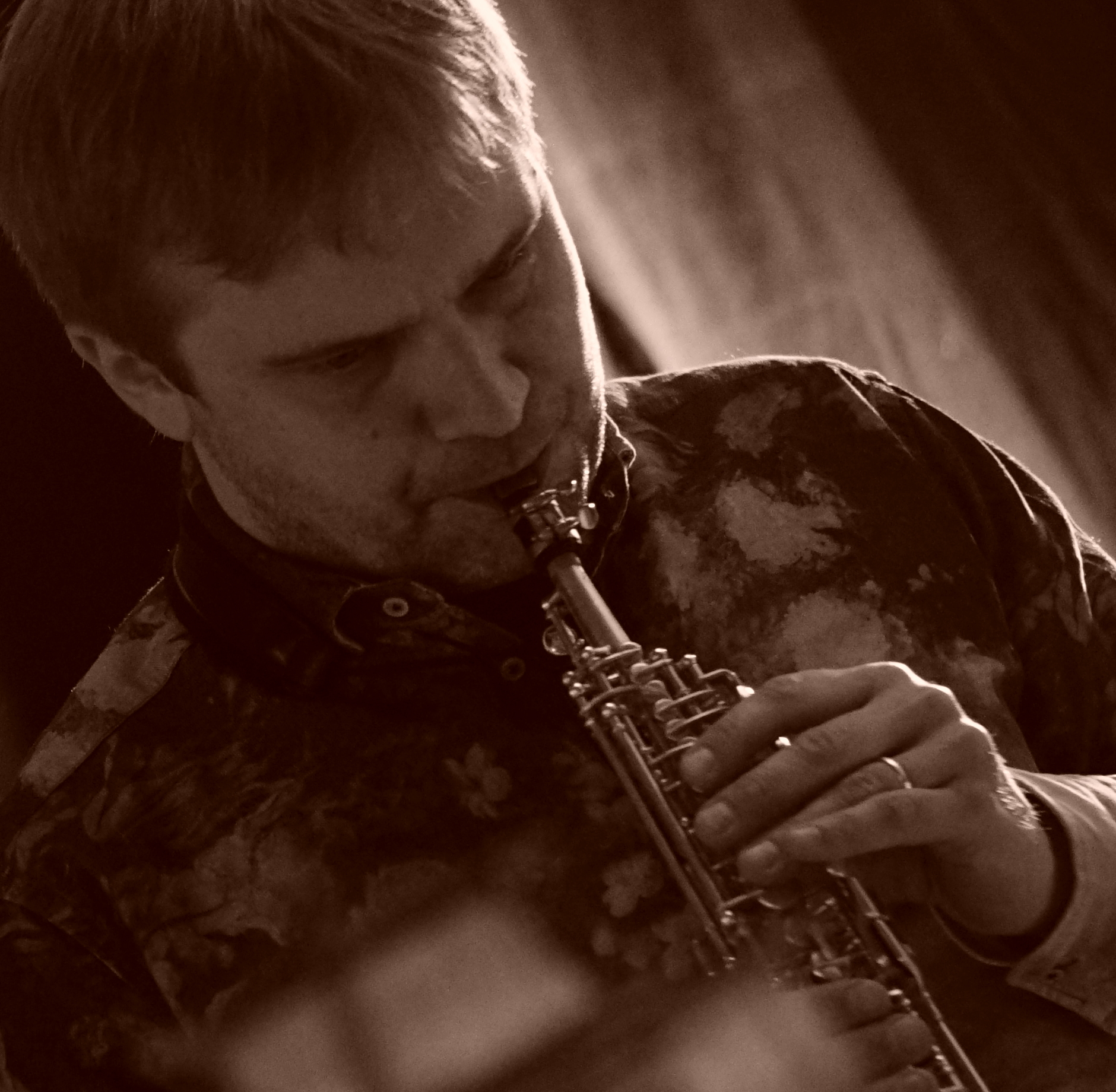
En 2017 avec J-B Berger, Patrick Desfossez.

## Discographie
- 2000 : Mr. Fonebone: Live featuring Ingrid Jensen
- 2002 : Triot: Sudden Happiness avec John Tchicai
- 2004 : Eclexistence
- 2006 : Mikko Innanen, Jaak Sooäär & Han Bennink: Spring Odyssey
- 2007 : F60.8
- 2009 :  Kalle Kalima & K-18: Some Kubricks Of Blood
- 2010 : Mikko Innanen Innkvisiti : Clustrophy, Tum Records avec Daniel Erdmann.
- 2011 : Mikko Innanen & Innkvisitio: Clustrophy, avec Fredrik Ljungkvist